# 弗兰克瑙-下普伦多夫
弗兰克瑙-下普伦多夫是奥地利布尔根兰州上普伦多夫县的一个市镇。总面积29.95平方公里，总人口1248人，人口密度41.7人/平方公里（2001年）。